# The Promise (Earth, Wind & Fire)
The Promise è il diciottesimo album discografico in studio del gruppo musicale statunitense Earth, Wind & Fire, pubblicato nel 2003.

## Tracce
1. All In the Way (feat. The Emotions) – 4:28 (Wayne Vaughn, Wanda Vaughn, Maurice White)
2. Betcha' – 3:43 (Gregory Curtis)
3. Wiggle – 0:39 (Preston Glass, White)
4. Why? – 4:04 (Curtis, White)
5. Wonderland (feat. Angie Stone) – 4:05 (Chris Rodriguez, Tommy Sims)
6. Where Do We Go from Here? – 5:21 (Bill Meyers, Ross Vannelli)
7. Freedom – 0:42 (M. White)
8. Hold Me – 4:37 (Tim Kelley, Bob Robinson)
9. Never – 5:08 (Curtis, White)
10. Prelude – 0:40
11. All About Love – 4:24 (Sheila Hutchinson, Wayne Vaughn, Wanda Vaughn)
12. Suppose You Like Me – 4:37 (James Bailey, Scott Storch, Pino Palladino, James Poyser, Questlove)
13. The Promise – 0:27 (Raymond Crossley, Ralph Johnson, White)
14. Love's Patience/She Waits – 5:09 (Marc Harris, Tommy Sims)
15. The Promise (Continued) – 0:51 (Crossley, Johnson, White)
16. Let Me Love You – 4:17 (Curtis)
17. Dirty – 3:47 (White, Alexander Dutkewych, K.G.St.J.)